# لا کامیسا نگرا
«لا کامیسا نگرا» (به اسپانیایی: La Camisa Negra) به معنای «پیراهن سیاه» نام آهنگی لاتین پاپ به زبان اسپانیایی از خواننده-ترانه‌سرای کلمبیایی خوانس است. این آهنگ در سال ۲۰۰۵ در آمریکای لاتین و در سال ۲۰۰۶ در اروپا منتشر شد.
انتقادهای گسترده‌ای در مورد شعر آن در اروپا مطرح شد. عده‌ای معتقد بودند که این آهنگ با عنوان «پیراهن سیاه» در حمایت از نئوفاشیسم ایتالیا سروده شده‌است. هرچند که بعدها خوانس این موضوع را تکذیب کرد. این تک‌آهنگ در آمریکای لاتین و اروپا بسیار موفق بود و در صدر بهترین‌ها نیز قرار گرفت.